# Resolución 1574 del Consejo de Seguridad de las Naciones Unidas
La Resolución 1574 del Consejo de Seguridad de las Naciones Unidas, adoptada por unanimidad en una reunión en Nairobi (Kenia) el 19 de noviembre de 2004, tras recordar las resoluciones 1547 (2004), 1556 (2004) y 1564 (2004), el Consejo acogió con beneplácito los esfuerzos políticos para resolver los conflictos en Sudán y reiteró su disposición a establecer una misión para apoyar la aplicación de un Acuerdo General de Paz . 
La resolución fue adoptada en la primera reunión del Consejo de Seguridad en 14 años celebrada fuera de su sede en la ciudad de Nueva York; fue la cuarta reunión celebrada fuera de la sede desde 1952. 

## Resolución
En el preámbulo de la resolución, el Consejo de Seguridad recordó que el 5 de junio de 2004, las partes en el conflicto del Sudán firmaron una declaración en la que acordaban seis protocolos firmados entre el Gobierno sudanés y el Ejército/Movimiento de Liberación del Pueblo Sudanés (SPLA/M). Se instó a las partes a concluir un acuerdo de paz lo antes posible.
Mientras tanto, el Consejo se mostró preocupado por la creciente inseguridad y la violencia en Darfur, las violaciones de los derechos humanos y del alto el fuego . Se instó al Gobierno y a los grupos rebeldes que participan en el conflicto en la región a respetar los derechos humanos, al tiempo que se destacó que el Gobierno sudanés era responsable de proteger a su pueblo.
Se alentó tanto al Gobierno sudanés como al SPLA/M a realizar mayores esfuerzos para lograr un acuerdo de paz concluyente, tras lo cual se establecería una operación de mantenimiento de la paz para supervisar y apoyar su implementación. Al mismo tiempo, el mandato de la Misión Avanzada de las Naciones Unidas en el Sudán (UNAMIS) se prorrogó por tres meses, hasta el 10 de marzo de 2005, y el Consejo elogió su labor preparatoria. Se solicitó el envío de ayuda humanitaria a la región. 
La resolución exigió además que el Gobierno, las fuerzas rebeldes y todos los grupos armados pusieran fin de inmediato a toda la violencia y los ataques y facilitaran la seguridad del personal humanitario en Darfur.  Aprobó la decisión de la Unión Africana de ampliar su misión en Darfur a 3.320 efectivos. 
En el anexo de la Resolución 1574 se adjuntó una declaración sobre la conclusión de las negociaciones dirigidas por la Autoridad Intergubernamental para el Desarrollo .